# Les Coteaux-Périgourdins
Les Coteaux-Périgourdins es una comuna nueva francesa situada en el departamento de Dordoña, de la región de Nueva Aquitania.

## Historia
Fue creada el 1 de enero de 2017, en aplicación de una resolución del prefecto de Dordoña de 21 de junio de 2016 con la unión de las comunas de Chavagnac y Grèzes, pasando a estar el ayuntamiento en la antigua comuna de Chavagnac.

## Demografía
| Gráfica de evolución demográfica de Les Coteaux-Périgourdins entre 1800 y 2014 |
|                                                                                |

Los datos entre 1800 y 2013 son el resultado de sumar los parciales de las dos comunas que forman la nueva comuna de Les Coteaux-Périgourdins, cuyos datos se han cogido de 1800 a 1999, para las comunas de Chavagnac y Grèzes de la página francesa EHESS/Cassini. Los demás datos se han cogido de la página del INSEE.

## Composición
| Comuna delegada | Código INSEE | Población (2013) | Superficie (km²) | Densidad (hab./km²) |
| --------------- | ------------ | ---------------- | ---------------- | ------------------- |
| Chavagnac       | 24117        | 367              | 13.59            | 27                  |
| Grèzes          | 24204        | 196              | 5.88             | 33                  |